# Viktor Johansson (författare)
Viktor Johansson, född 1983 i Lidköping, är en svensk författare, filmproducent, filmfotograf och filmregissör. 2008 mottog han Borås tidnings debutantpris för Kapslar och 2010 Stipendium ur Gerard Bonniers donationsfond. Han är e-redaktör för nättidskriften Ett lysande namn och är medlem i aktionsgruppen Art the Streets. Han långfilmsdebuterade år 2014 med Under Gottsunda.

## Filmografi
- 2012 – Tennispojken
- 2014 – Under Gottsunda
- 2015 – Himmel över Flogsta

## Priser och utmärkelser
- 2008 – Borås tidnings debutantpris
- 2010 – Stipendium ur Gerard Bonniers donationsfond